# Apache Software Foundation
 (août 2025).
Motif : absence de sources secondaires depuis 2012.... il est peut-être temps de se rendre compte que les sources primaires ne suffisent pas à valider une notoriété encyclopédie. Ce n'est pas parce qu'un logiciel est libre et qu'il existe que cela est un sujet pour une encyclopédie.
- Archive Wikiwix
- Bing
- Cairn
- DuckDuckGo
- E. Universalis
- Gallica
- Google
- G. Books
- G. News
- G. Scholar
- Persée
- Qwant
- (zh) Baidu
- (ru) Yandex
- (wd) trouver des œuvres sur Wikidata

| 1. | Préciser le motif de la pose du bandeau. | Précisez le motif de la pose du bandeau en utilisant la syntaxe suivante : {{admissibilité à vérifier\|date=août 2025\|motif=remplacez ce texte par le motif}}                                  |
| 2. | Informer les utilisateurs concernés.     | Pensez à avertir le créateur de l'article, par exemple, en insérant le code ci-dessous sur sa page de discussion : {{subst:avertissement admissibilité à vérifier\|Apache Software Foundation}} |

Pour les articles homonymes, voir Apache et ASF.
L'Apache Software Foundation (ASF) est une organisation à but non lucratif qui développe des logiciels open source sous la licence Apache, dont le renommé serveur web Apache HTTP Server. Elle a été créée en juin 1999 dans le Delaware aux États-Unis.
La fondation Apache est une communauté décentralisée de développeurs qui travaillent sur ses projets open source. Les projets Apache sont caractérisés par un mode de développement collaboratif fondé sur le consensus ainsi que par une licence de logiciel ouverte et pragmatique.

Chaque projet est dirigé par une équipe de contributeurs auto-désignée et on ne devient membre de la fondation qu'après avoir contribué activement aux projets Apache.
Les objectifs principaux de la fondation sont de protéger juridiquement le travail des contributeurs et d'empêcher que la marque Apache soit utilisée illégalement.

## Projets de la fondation
- ActiveMQ (en)
- Airflow
- Ant
- Atlas
- Axis, sous-projet d'Apache Web Services
- Derby, sous-projet d'Apache DB
- Camel
- Cassandra
- CloudStack (en)
- Cocoon
- Commons
- Cordova
- DB
- Apache Beam
- Hive
- Directory
- Excalibur (es)
- Felix (en), implémentation d'OSGi
- Flink
- Forrest (es)
- FreeMarker
- Geronimo
- Gump (en)
- Hadoop
- Apache HTTP Server
- Ivy
- Jackrabbit (en)
- James (en)
- JMeter
- Kafka
- Karaf
- Lenya
- Apache Logging Services
- Lucene
- Mahout
- Maven, outil pour la gestion et l'automatisation de production des projets logiciels.
- NetBeans
- NiFi
- mod perl
- MyFaces
- Apache OFBiz
- Apache OpenNLP
- Apache OpenOffice
- Apache Portable Runtime (APR)
- Portals
- SpamAssassin
- Spark
- ServiceMix
- Struts
- Subversion
- Tapestry
- TCL
- Tika
- Tinkerpop
- Tomcat
- Velocity
- Apache Web Services
- Apache XML
- XMLBeans (en)
- XML Graphics
- Apache ECharts[1]

## Histoire
L'histoire de la fondation Apache est intimement liée au serveur web Apache, dont le projet est né en 1995 sur les bases du NCSA HTTPd daemon.
Au départ, un groupe de huit développeurs travaillait dessus : Brian Behlendorf, Roy Fielding, Rob Hartill, David Robinson, Cliff Skolnick, Randy Terbush, Robert S. Thau et Andrew Wilson avec des contributions de Eric Hagberg, Frank Peters et Nicolas Pioch.
La première version a été publiée en avril 1995. En 1999, les membres du Groupe Apache ont créé la fondation pour permettre de soutenir le serveur Apache. Elle est composée de 580 membres à ce jour.

## Incubateur de projets Apache
L'incubateur de projets Apache est une passerelle de validation pour tout logiciel libre susceptible de devenir un projet à part entière de la fondation Apache. Le « projet incubateur » en lui-même est créé en octobre 2002 pour fournir un processus de validation et un ticket d'entrée dans la fondation. Toute donation de code source par une organisation externe ou tout projet externe désireux d'intégrer la fondation doivent passer par l'incubateur de projets Apache.

## Anciens projets
- Apache Jakarta